# 卢甘斯克人民共和国总理
盧甘斯克人民共和國總理；正式職稱為盧甘斯克人民共和國部長會議主席（俄语：Председатель Совета министров Луганской Народной Республики）是盧甘斯克人民共和國的政府首脑。2014年8月通过的第一部《盧甘斯克人民共和國憲法》，规定盧甘斯克人民共和國是“共和制的人民蘇維埃國家”，确立總理制政府體制。第一屆總理任期為四年一屆，自2018年起任期延長至六年一屆。現任盧甘斯克人民共和國總理為列昂尼德·帕谢奇尼克。

## 選舉過程

### 資格
依據盧甘斯克人民共和國憲法，如果有人想角逐總理寶座，必須是三十五歲以上的蘇聯出生的公民，並且居住在蘇聯境內連續超過十年。盧甘斯克人民共和國憲法也同時明文規定，一個人擔任總理之職連選得連任一次，然而擔任兩次之後隔屆再參選並不在此限，換言之並未限制一個人擔任總理的總年限，只要他能夠在選戰中獲勝即可。

### 選舉
總理選舉採取兩輪投票制，自2018年起每六年選舉一次，如果沒有候選人在第一回合取得絕對多數的勝利，那麼在第二回合以上一回合得票最多的兩位候選人。

## 历任總理
| 任次 | 任次 | 肖像 | 名字                               | 名字     | 任期           | 任期           | 政黨             |
|      |      | 肖像 | 譯名                               | 俄語原文 | 就職           | 離職           | 政黨             |
| ---- | ---- | ---- | ---------------------------------- | -------- | -------------- | -------------- | ---------------- |
|      | 1    |      | 瓦西里·亚历山德罗维奇·尼基京       |          | 2014年5月18日  | 2014年7月4日   | 無黨籍           |
|      | 2    |      | 马拉特·法阿托维奇·巴希罗夫         |          | 2014年7月4日   | 2014年8月20日  | 無黨籍           |
|      | 3    |      | 伊戈尔·韦涅季克托维奇·普罗特尼茨基 |          | 2014年8月20日  | 2014年8月26日  | 争取卢甘斯克和平 |
|      | 4    |      | 根纳季·尼古拉耶维奇·齐普卡洛夫     |          | 2014年8月26日  | 2015年12月26日 | 争取卢甘斯克和平 |
|      | 5    |      | 谢尔盖·伊万诺维奇·科兹洛夫         |          | 2015年12月26日 | 現任           | 無黨籍           |

## 象徵
在總理從大選中獲勝之後，以下象徵將會授予總理，這些也象徵了總理的官階以及特殊的地位。

## 官邸
總理主要的工作場所是在盧甘斯克總理府。